# Xu Bo
Xu Bo (Kinesiska:许博; född den 18 maj 1985 i Shenyang, Liaoning) är en kinesisk före detta professionell fotbollsspelare. Han spelade under sin karriär bland annat för Guangzhou R&F och Shijiazhuang Ever Bright i Chinese Super League.

## Klubbkarriär
Xu Bo föddes i Shenyang och började spela fotboll i den lokala klubben Shenyang Ginde. Han gjorde sin ligadebut för klubben den 11 september 2004 mot Chongqing Lifan i en match som slutade i förlust, 1–0. Efter debuten så spelades han sparsamt som inhoppare på flera olika defensiva positioner. Säsongen därefter så etablerade han sig själv som en spelare på mittfältet och gjorde sitt första mål i en förlustmatch mot Inter Shanghai som slutade 2–1 den 17 april 2005. Säsongen 2007 döptes klubben om till Changsha Ginde och flyttade till staden Changsha. 
I slutet av säsongen 2010 flyttades laget ner till Chinese League One efter en svag säsong. Trots detta så stannade Xu Bo kvar i klubben som återigen bytte stad och döpte om sig. Denna gången döptes klubben till Guangzhou R&F och flyttade till staden Guangzhou. I slutet av säsongen 2011 flyttades klubben återigen upp till Chinese Super League. 

## Landslagskarriär
Den 23 maj 2012 kallades Xu Bo för första gången till det kinesiska landslaget, detta i två träningsmatcher mot Spanien och Vietnam. Han skadades dock under en träning och kunde då inte delta i matcherna. Hans debut kom istället den 6 februari 2013 i en vänskapsmatch mot Oman där han byttes in i matchen mot Zhao Peng i den 57:e minuten.